# Francisco José Seguí
Francisco José Seguí (Buenos Aires, 12 de noviembre de 1794 - Buenos Aires, 19 de mayo de 1877) fue un militar argentino, contraalmirante de la Marina, que participó de la Guerra de la Independencia Argentina, las guerras civiles y la Guerra del Brasil, con destacada actuación.

## Biografía
Francisco José Seguí nació en Buenos Aires el 12 de noviembre de 1794, hijo de Andrés Seguí y María Ignacia Bermúdez. Fue enviado a España a proseguir la carrera naval en la escuela naval de San Fernando. Trasladado a Cuba con motivo de la invasión de Napoleón Bonaparte, egresó como Guardiamarina y, de regreso en Buenos Aires, fue afectado el 7 de febrero de 1814 a la escuadra que formaba Guillermo Brown para enfrentar a la flota española en el Río de la Plata.
Iniciada la Campaña Naval de 1814, fue puesto al mando de la cañonera Americana, con dos cañones y veinticinco tripulantes, con la que participó del ataque a Martín García, del combate de Arroyo de la China del 28 de marzo de ese año y de la campaña que culminó con la caída de Montevideo.
Participó posteriormente en el bloqueo de Santa Fe en el curso del enfrentamiento entre Buenos Aires y esa provincia en 1820.
En 1826 la República Argentina declaró la guerra al Imperio del Brasil con motivo de la ocupación de la Banda Oriental y en la reorganización de la escuadra el subteniente Seguí fue trasladado al bergantín Balcarce, comandado por el capitán Bartolomé Ceretti, con el que participó del audaz pero fracasado intento de captura de la fragata Emperatriz frente mismo a Montevideo.
Con el rango de subteniente recibió el mando de la Cañonera N° 11 con la que participó el 11 de junio de 1826 del combate de Los Pozos y el 29 y el 30 de julio del mismo año en el combate de Quilmes.
Cuando el 26 de diciembre de 1826 zarpó la escuadra argentina con quince buques hacia el Río Uruguay para enfrentar a la Tercera División Naval Imperial, con diecisiete navíos al mando del capitán de Fragata Jacinto Roque de Sena Pereira, el bergantín Balcarce, con catorce cañones de a seis y ocho, formaba parte de la misma y lo hacía al mando de Francisco José Seguí.
En la batalla librada en Juncal los días 8 y 9 de febrero de 1827 la escuadra argentina derrotó completamente a la brasilera. La participación de Seguí fue destacada. En la segunda jornada del combate, se lanzó sobre el bergantín Dona Januária y con una descarga de banda destrozó primero su bauprés y con la siguiente el trinquete, y causó tales averías que la embarcación estaba pronta a zozobrar.
El capitán del buque, el Teniente Pedro António Carvalho, ordenó que sus cañones respondieran el fuego mientras un equipo procuraba hundir el barco y él, con parte de la tripulación, abandonaba el navío dirigiéndose en los botes a la costa este.
Fuera de combate la Januária, el General Balcarce lideró el ataque sobre la nave capitana imperial, la goleta Oriental. El fuego argentino inutilizó los cañones de la goleta, dejó la mitad de sus carronadas destruidas y provocó 37 bajas, incluyendo entre los heridos al comandante Sena Pereira. Finalmente la nave insignia fue abordada y el Capitán Francisco Seguí aceptó del comandante brasileño su espada en señal de rendición.
Brown, a bordo de la nave capitana Sarandí, traspasó el comando al General Balcarce. Al abordar la Oriental y recibir la espada del comandante brasileño insistió en obsequiarla a Francisco José Seguí con las palabras:

"Consérvela Ud. como un trofeo que le pertenece y en prueba de lo bien que Ud. se ha portado, reciba Ud. un abrazo de Su Jefe y en seguida vuelva Ud. a bordo de la capitana enemiga y hágale Ud. los cargos que corresponden al Jefe prisionero por haber violado las leyes de la guerra haciendo prisionero a un parlamentario."

A resultas de su desempeño fue nombrado Capitán el 23 de marzo de 1827, y Sargento Mayor Graduado el 18 de septiembre del mismo año.
En el Combate de Punta Lara del 8 de junio de 1828, sufrió heridas a consecuencia de una explosión que lo dejaron inactivo. En 1829 alcanzó el grado de Coronel. Se desempeñó en la Ayudantía del Puerto en 1833 y en la plana mayor del Ejército en 1834.
En 1835 Juan Manuel de Rosas lo eliminó del escalafón militar por razones políticas, por lo que emigró a la Banda Oriental para luchar con el Partido Unitario. Allí se hizo cargo de la Capitanía General del Puerto de Montevideo, y en 1846 de la Comandancia Militar del puerto de las Vacas y Maldonado.
Por mediación de Brown ante Rosas, fue reintegrado al servicio de la Confederación Argentina en 1850 con el mismo grado y el mando de la corbeta Veinticinco de Mayo. En marzo de 1852 tomó la isla de Martín García, donde se desempeñó luego como Jefe.
Tras la revolución del 11 de septiembre de 1852, al mando de la goleta Santa Clara se sumó al bloqueo naval durante el Sitio de Buenos Aires hasta que al venderse el comandante de la escuadra John Halstead Coe, Seguí se negó a sumarse a la traición y antes que entregar su buque lo embicó en la costa, donde antes que pudiera ser reflotado un fuerte temporal lo hizo naufragar.
Fue miembro de la Junta Consultiva Militar, entre 1855 y 1868 estuvo a cargo de la  Capitanía General del Puerto de Buenos Aires, y posteriormente de las de San Fernando, Tigre y San Isidro.
Murió en Buenos Aires el 19 de mayo de 1877. Fue ascendido póstumamente al grado de Contraalmirante. 
Dos buques de la Armada Argentina llevaron su nombre.